# Antonio Hernando Vera
 Antonio Hernando (desambiguación)
Antonio Hernando Vera (Madrid, 4 de noviembre de 1967) es un político español del Partido Socialista Obrero Español. Actualmente es secretario de Estado de Telecomunicaciones e Infraestructuras Digitales.
Destaca por haber sido diputado en el Congreso de los Diputados durante casi quince años (2004-2019), representando a la provincia de Madrid, llegando a ser portavoz de los socialistas en la Cámara Baja. Entre agosto y noviembre de 2023, representó a Almería en el Congreso. Asimismo, ha sido el director adjunto del Gabinete de la Presidencia del Gobierno en dos ocasiones, entre octubre de 2021 y junio de 2023, y desde noviembre de 2023 hasta septiembre de 2024.

## Biografía

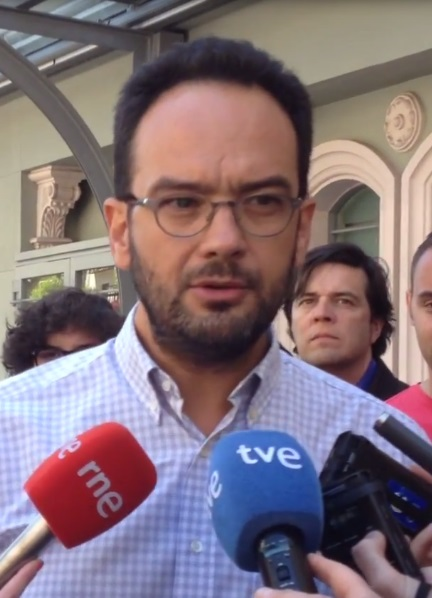
Antonio Hernando en 2014

Antonio Hernando nació en Madrid en 1967. Se licenció en Derecho, y trabajó como abogado de la UGT entre 1992 y 1994 y posteriormente en diversas organizaciones no gubernamentales relacionadas con la inmigración: fue secretario general de la Comisión Española de Ayuda al Refugiado (1995-1996), vicepresidente de la Asociación de Trabajadores Inmigrantes Marroquíes en España (ATIME) (1996-2000) y subdirector de la Comisión Católica Española de Migración (1997-2001).
De 2001 a 2002 fue asesor de la secretaría federal de Políticas Sociales y Migratorias de la Comisión Ejecutiva Federal del PSOE. De 2002 a 2004, fue asesor de la secretaría de Organización de la Comisión Ejecutiva Federal del PSOE. Autor del recurso de inconstitucionalidad contra la ley de extranjería. En las elecciones generales del 14 de marzo de 2004 fue elegido diputado por Madrid, revalidando su escaño en 2008 y 2011. Fue miembro de la comisión de investigación de los atentados del 11-M. De 2004 a 2006, fue portavoz de inmigración y, entre 2006 y 2014, portavoz de la Comisión de Interior del Grupo parlamentario socialista.
En el XXXVIII Congreso Federal del PSOE fue elegido secretario de Política Autonómica de la Comisión Ejecutiva Federal del PSOE. 

### Como portavoz del PSOE en el Congreso (2014-2017)
En el Congreso Extraordinario de 2014, el nuevo secretario general, Pedro Sánchez, le designó nuevo portavoz del PSOE en el Congreso de los Diputados, en sustitución de Soraya Rodríguez.
En febrero de 2016 fue una de las personas de confianza elegidas por Pedro Sánchez para la negociación con otras fuerzas políticas con objeto de acceder a la jefatura de gobierno. El 28 de septiembre se inicia la crisis del PSOE de 2016, en el que el partido queda dividido en dos facciones, una partidaria de pactar con la izquierda y nacionalistas (opción defendida por Pedro Sánchez) y otra partidaria de la abstención en la investidura de Mariano Rajoy. 

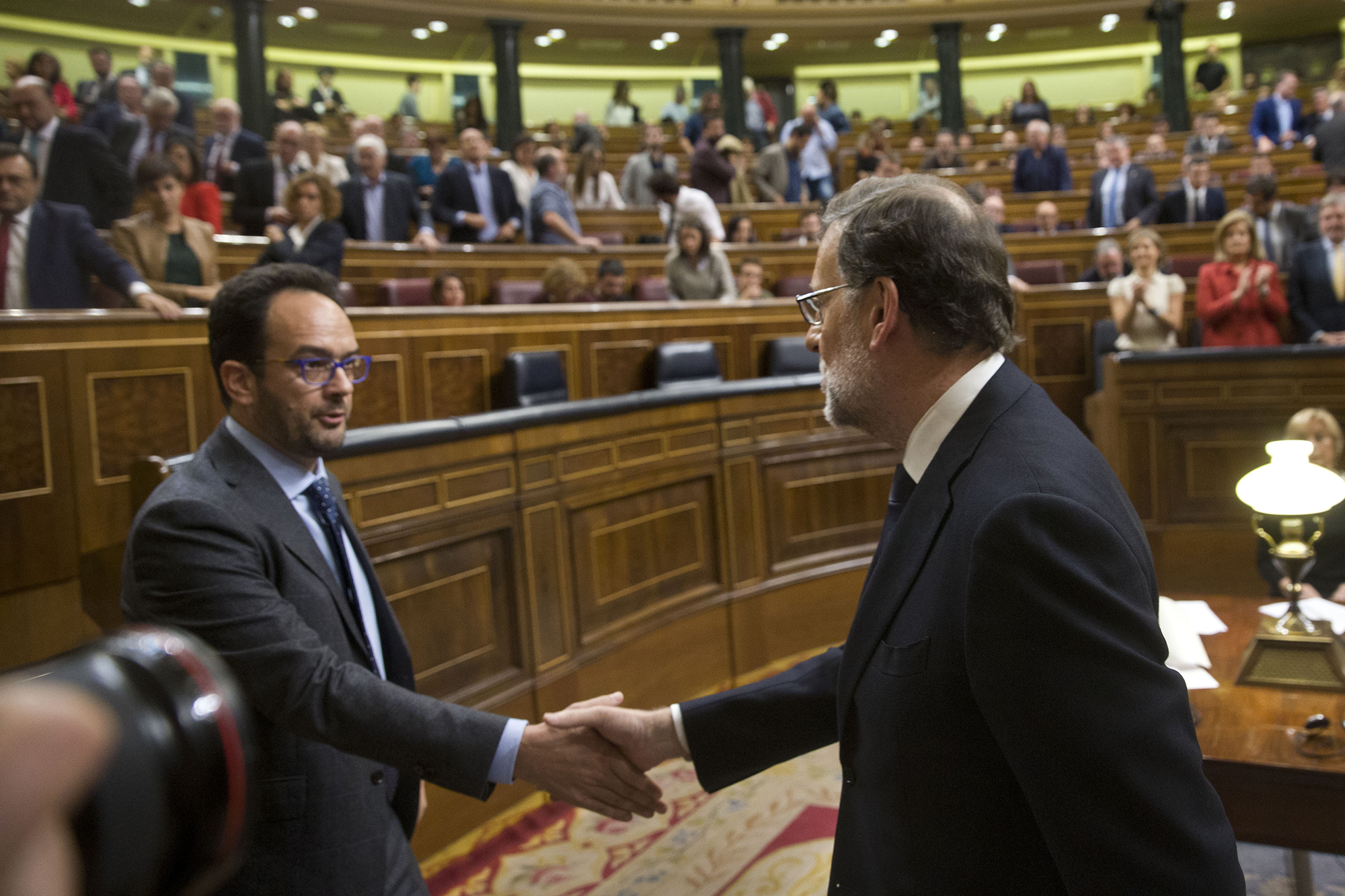
Antonio Hernando, en calidad de portavoz del Grupo Socialista, saluda a Mariano Rajoy en su fructuosa sesión de investidura de 2016.

Tras la dimisión de Pedro Sánchez como Secretario General del PSOE, Javier Fernández fue nombrado Presidente de la Comisión Gestora que dirigió el partido hasta la celebración del XXXIX Congreso del PSOE (junio de 2017, en el cual se reelige a Pedro Sánchez como Secretario General). En octubre de 2016 la gestora del PSOE lo ratificó como portavoz del Grupo Parlamentario en el Congreso. 
Antonio Hernando pasó de ser uno de los hombres de máxima confianza de Sánchez en su anterior etapa en la secretaría general del PSOE a, tras ser destituido Sánchez, ser el encargado de defender en el Congreso la abstención del PSOE en la investidura de Mariano Rajoy.
Dimitió como portavoz del grupo parlamentario socialista el 21 de mayo de 2017 después de la victoria de Pedro Sánchez en las primarias socialistas de 2017.

### Parón de la política (2017-2021)
Creó con el exministro José Blanco una firma de consultoría bajo la marca Acento Public Affairs que ofrece los servicios  a importantes empresas cotizadas asegurando que tiene contacto directo con los ministros del actual Gobierno de Pedro Sánchez.

### Papel en los gobiernos de Pedro Sánchez (desde 2021)
En octubre de 2021, tras más de cuatro años apartado del primer plano político, fue nombrado director adjunto del Gabinete del Presidente del Gobierno, Pedro Sánchez. Fue cesado en junio de 2023 de forma voluntaria para concurrir a las elecciones generales del 23 de julio de 2023, como cabeza de lista por Almería. Tras conseguir el escaño renunció a él en noviembre de 2023 para volver a su puesto como director adjunto del Gabinete del Presidente en el tercer gobierno de Pedro Sánchez.
En septiembre de 2024 fue nombrado secretario de Estado de Telecomunicaciones e Infraestructuras Digitales, siendo ministro Óscar López (que hasta entonces había sido su superior en el Gabinete del Presidente del Gobierno).

## Cargos desempeñados
- Diputado por Madrid en el Congreso de los Diputados (2004-2019).
- Secretario de Política Municipal del PSOE (2008-2012).
- Secretario de Relaciones Institucionales y Política Autonómica del PSOE (2012-2014).
- Portavoz del Grupo Socialista en el Congreso de los Diputados (2014-2017)
- Presidente del Grupo Socialista en las Cortes Generales (2016-2017)
- Director adjunto del Gabinete de la Presidencia del Gobierno (2021-2023; 2023-2024)
- Diputado por Almería en el Congreso de los Diputados (2023)
- Secretario de Estado de Telecomunicaciones e Infraestructuras Digitales (2024-)